# Kinds of Kindness
Kinds of Kindness (dt. etwa „Arten der Freundlichkeit“) ist ein Spielfilm von Giorgos Lanthimos aus dem Jahr 2024. Das Werk mit unter anderem Emma Stone, Jesse Plemons, Willem Dafoe und Margaret Qualley in den Hauptrollen, besteht aus drei lose miteinander verbundenen Episoden, die die Themen Macht, Kontrolle, freier Wille und die Dynamik menschlicher Beziehungen aufgreifen. Fast die gesamte Darstellerriege tritt jeweils in allen Geschichten in unterschiedlichen Rollen auf. Die Episoden sind im zeitgenössischen Amerika angesiedelt. Die internationale Koproduktion zwischen dem Vereinigten Königreich und den USA wurde im Mai 2024 beim 77. Filmfestival von Cannes uraufgeführt. Ein regulärer Kinostart in Deutschland erfolgte Anfang Juli.

## Handlung
Der Film vereint drei unterschiedliche Geschichten, die in den USA der Gegenwart spielen:
- Ein ruheloser Mann versucht, die Kontrolle über sein Leben zu gewinnen, das bisher ins kleinste Detail von seinem Boss und Liebhaber Raymond beherrscht wird.
- Der Polizist Daniel sorgt sich um seine auf See verschollene Ehefrau Liz. Bei ihrer Rückkehr scheint sie ein anderer Mensch zu sein.
- Eine ehrgeizige Frau macht sich für ihre Sekte auf die Suche nach der nächsten spirituellen Führerin.

## Entstehungsgeschichte

### Drehbuchentwicklung und Produktion

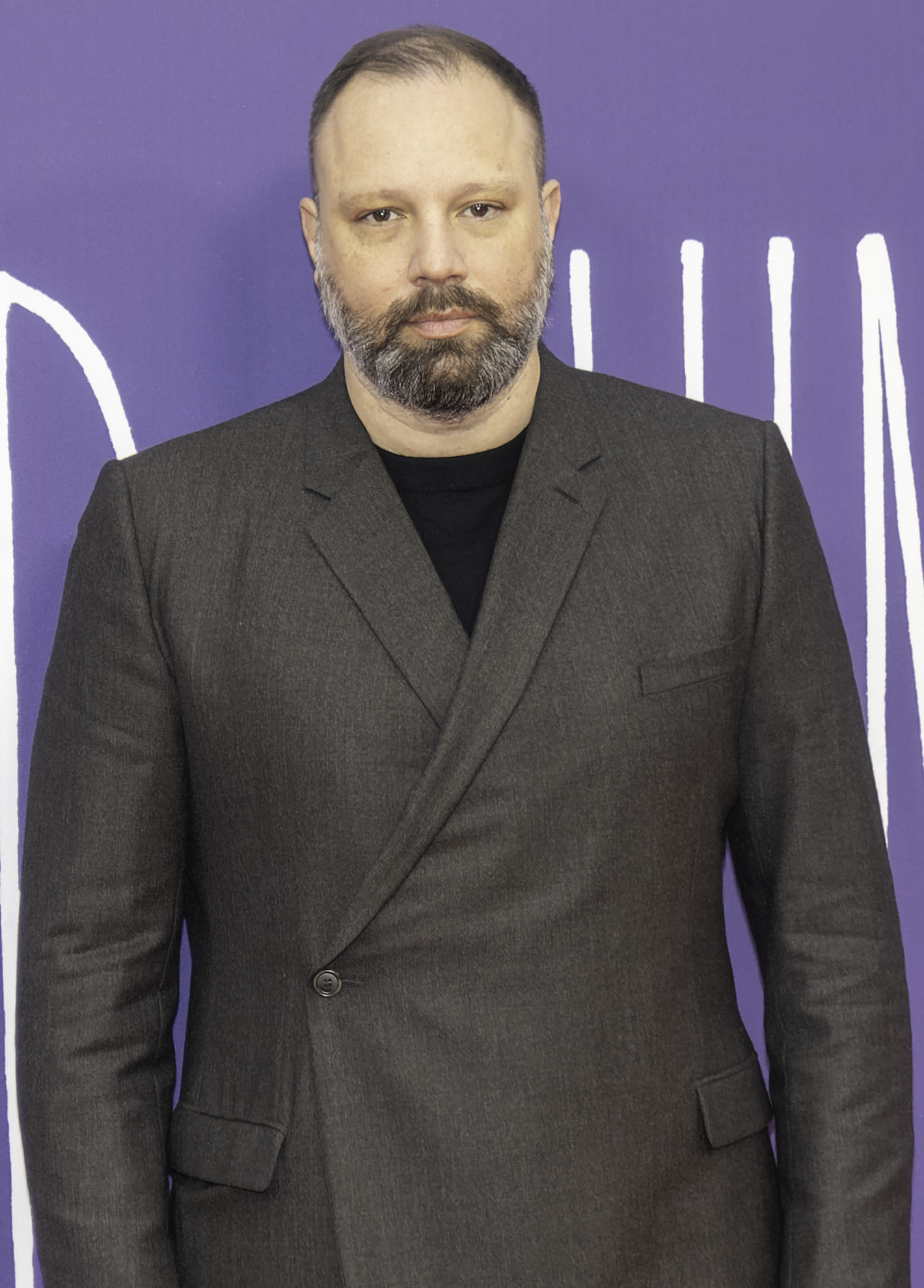
Giorgos Lanthimos (2023)

Giorgos Lanthimos und Efthymis Filippou schrieben das Drehbuch für den 165-minütigen Film, der ursprünglich die Arbeitstitel RMF beziehungsweise AND trug. Es handelt sich um Lanthimos’ achten realisierten Spielfilm. Der Regisseur gab im Jahr 2020 in einem Interview mit Kelly Reichardt an, dass das Skript bereits zu einem früheren Zeitpunkt in seiner Karriere entstanden war. Insgesamt sollen Lanthimos und Filippou fünf Jahre mit der Entwicklung des Projekts zugebracht haben. Während der langen Postproduktion zu seinem vorangegangenen Historienfilm Poor Things entschied sich Lanthimos dazu, Kinds of Kindness zu realisieren.
Ursprünglich hatten Lanthimos und Filippou das Drehbuch von Kinds of Kindness mit einer einzelnen Erzählung begonnen. Im Schreibprozess entschieden sie sich dazu, weitere Geschichten aufzunehmen, um einen Film zu realisieren, der eine andere Struktur hatte als ihre vorherigen Arbeiten. Lanthimos gab an, dass dabei ein „thematischer Faden“ beibehalten werden sollte. Die einzelnen Episoden kreisen um die Themen Macht, Kontrolle, freier Wille und die Dynamik menschlicher Beziehungen. Eine Herausforderung war für ihn, dass sich das Publikum bei nur einer Erzählung aktiver engagieren könne, weil es Raum gäbe, „über das Geschehen nachzudenken und seine eigene Logik anzuwenden“. Bei einem Episodenfilm übertrage der Zuschauer dagegen seine Erwartungen von der ersten in die folgende Geschichte. Diese Filmgattung sei deshalb „komplexer und ansprechender“, so der Regisseur.
Produziert wurde das Werk von Element Pictures und Film4, Searchlight Pictures erklärte sich bereit, den Film zu vertreiben. Die Produzenten von Element Pictures, Ed Guiney und Andrew Lowe, standen hinter allen bis dahin entstandenen englischsprachigen Werken von Lanthimos. Sie stuften Kinds of Kindness als unkompliziert ein, im Vergleich zu den zuvor produzierten Historienfilmen des Regisseurs. Lanthimos selbst freute sich darüber, dass für den Episodenfilm keine umfangreichen Filmkulissen kreiert werden mussten.

### Besetzung der Rollen
Noch vor Beendigung des Drehbuchs schickte Lanthimos das Skript an die US-amerikanische Schauspielerin Emma Stone, mit der er bereits zuvor zusammengearbeitet hatte. Ihr gefiel die Idee eines erzählerischen Triptychons, und sie war von dem Projekt sofort fasziniert, auch wenn sie meinte, die Verknüpfungen seien ihr „nicht unbedingt klar“ gewesen. Für Stone war es die vierte gemeinsame Zusammenarbeit mit Lanthimos nach den Spielfilmen The Favourite – Intrigen und Irrsinn (2018) und Poor Things (2023) sowie dem Kurzfilm Bleat (2022). In Kinds of Kindness übernahm sie die Rollen von Rita, Liz und Emily. Sie habe die Figuren als sehr unterschiedlich empfunden, jedoch in allen Charakteren, wie sie sagte,  „das Gleichgewicht zwischen dem Wunsch, geliebt, akzeptiert und kontrolliert zu werden, und auch frei zu sein und die Kontrolle über sich selbst zu haben, aber dadurch die Liebe zu verlieren“ erkannt. Lanthimos genoss die Gesellschaft und das Vertrauen der Schauspielerin; die Zusammenarbeit sei „keine lästige Pflicht“, ohne Analysen, Diskussionen oder Streit. Bei jedem neuen Projekt versuchten beide noch einen Schritt weiterzugehen.
Neben Stone übernahmen Jesse Plemons, Willem Dafoe und Margaret Qualley weitere Hauptrollen. Lanthimos gab zu, Plemons Karriere schon längere Zeit verfolgt zu haben. Auch hatte er schon immer mit ihm arbeiten wollen. Der Regisseur lobte den US-Amerikaner als einen der größten zeitgenössischen Schauspieler wegen seiner Professionalität, seinen Fleißes und seiner Experimentierfreude. Plemons verfüge über ein „unglaubliches Gespür für Humor“ und treffe den Ton. Er habe eine außergewöhnliche Fähigkeit, sich subtil von einer in die andere Figur zu verwandeln. Margaret Qualley wiederum hatte in Poor Things nur eine kleine Rolle gehabt, und Lanthimos freute sich, ihr in Kinds of Kindness ein größeres Engagement anbieten zu können. Auch zu Qualley hatte er schon seit Jahren eine freundschaftliche Beziehung. Lanthimos pries ihre „sehr körperliche Herangehensweise“ vor allem bei den Proben. Die Darstellerin schätzte wiederum den respektvollen Umgang untereinander am Filmset.
Im Oktober 2022 stießen Hong Chau, Joe Alwyn, und Mamoudou Athie zur Besetzung hinzu. Alwyn hatte bereits zuvor mit Lanthimos und Stone an The Favourite – Intrigen und Irrsinn zusammengearbeitet, und der Regisseur wollte ihn unbedingt erneut engagieren. In einem Interview im Februar 2023 verriet Hunter Schafer, sie habe in dem Film „einen kleinen Cameo-Auftritt“. Sie übernahm den Part der Anna.
Bis auf Schafer trat die Darstellerriege in allen Episoden in unterschiedlichen Rollen auf. Lanthimos war nach Fertigstellung des Drehbuchs erst im Laufe des Produktionsprozesses auf diese Idee gekommen. Dadurch sollte beim Publikum „ein Gefühl der Vertrautheit“ geschaffen werden. Ursprünglich sollten sich die einzelnen Figuren, die durch denselben Schauspieler verkörpert werden, optisch stark voneinander unterscheiden. Lanthimos und sein Filmteam gingen dann aber dazu über, sich nur für minimale Unterschiede hinsichtlich Haar- und Make-up-Styling zu entscheiden. Jedoch sind die Verhaltensweisen der Figuren von Episode zu Episode unterschiedlich, ebenso variieren Tempo und Energie der Darsteller. Jesse Plemons, der im Film die Rollen von Robert, Daniel und Andrew übernahm, scheiterte eigenen Angaben zufolge daran, in Vorbereitung auf das Projekt andere filmische Werke als Referenz zu finden. Die Dreharbeiten hätten sich für ihn wie „Neuland“ angefühlt, und er hob die „Schreib- und Figurendynamiken“ von Kinds of Kindness hervor. Joe Alwyn, der die Figuren des „Collectibles Appraise Man 1“, Jerry und Joseph spielte, sah in dem Projekt eine Rückkehr zu einigen der früheren Filme des Regisseurs. Lanthimos befürwortete, dass die Schauspieler ihre eigenen Ideen am Filmset miteinbrachten. Zuvor legte er großen Wert auf Proben vor dem Filmdreh.

### Dreharbeiten
Die Dreharbeiten fanden im Herbst 2022 in New Orleans statt. Lanthimos erzählte, die Arbeit habe ihm fast das Gefühl gegeben, drei Spielfilme gleichzeitig zu drehen. Er vertraute neben den Produzenten Ed Guiney und Andrew Lowe auf weitere alte Weggefährten wie Robbie Ryan (Kamera), Yorgos Mavropsaridis (Schnitt) und Jerskin Fendrix (Musik). Ihm und seinem Kreativteam schwebte eine namenlose amerikanische Stadt vor, „die unaufdringlich mit dem Hintergrund verschmilzt“. Bedingung war, dass der Drehort über ein Haus an einem großen See verfügte. Dieses und das Haus der Filmfigur Raymond sollten „etwas verkrümmt“ auf die Zuschauer wirken. Feste Entscheidungen über bestimmte Farbpaletten oder einen bestimmten visuellen Ton für jede Geschichte wurden nie getroffen. Das Filmteam passte sich den Gegebenheiten des jeweiligen Drehorts an.

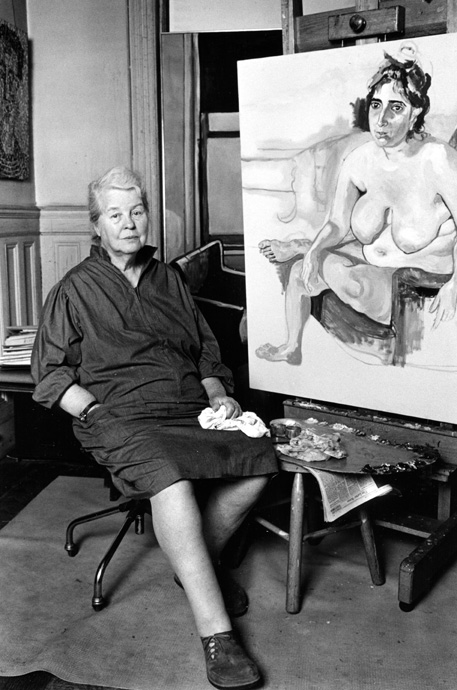
Alice Neels Porträts dienten als Inspiration für die Kostüme des Films

Für die Kostüme war die Designerin Jennifer Johnson verantwortlich, die mit Lanthimos an dem Kurzfilm Bleat (2022) zusammengearbeitet hatte. Sie entschied, keine Referenzen auf andere Filme zu verwenden. Stattdessen ließ sie sich von Nachrichtenmaterial, Bildern der Agentur Magnum Photos und Porträtfotografien der US-amerikanischen Malerin Alice Neel (1900–1984), einer Vertreterin des amerikanischen Realismus, inspirieren. Die orangefarbene Badehose, die Willem Dafoe im Film trägt, suchte er sich selbst aus. Sie sollte an die 1970er-Jahre-Stilikone Gianni Agnelli erinnern.
Bereits in der Vorproduktion hatten Lanthimos und Robbie Ryan sich dafür entschieden, die Kamera „anders und einfacher“ als bei den Historienfilmen The Favourite – Intrigen und Irrsinn und Poor Things zu verwenden. Kinds of Kindness sollte von der Optik her einem zeitgenössischen Film ähneln. Es wurde entschieden, ein anamorphotisches Breitbild und 35-mm-Film zu verwenden, um die Bilder körniger aussehen zu lassen. Zudem nutzte Ryan Schwarzweiß-Bilder bei Traumsequenzen oder wenn die Figuren über eine Geschichte sprechen. Er lobte Regisseur Lanthimos für sein kinematographisches Gespür, das besser sei als das der meisten Kameraleute, Ryan miteingeschlossen.
Neben professionellen Schauspielern ließ Lanthimos auch Laiendarsteller aus New Orleans in Kinds of Kindness auftreten. Die erste Regieassistentin Hayley Williams suchte gemeinsam mit den Casting-Regisseuren auf der Straße nach geeigneten Personen. Weil zur Zeit der Dreharbeiten noch Einschränkungen durch die COVID-19-Pandemie bestanden, übernahmen auch Mitglieder des Filmstabs Kleinstrollen, beispielsweise als Polizist, Barmann oder Arzt.
Im Dezember 2023 änderte sich der Filmtitel von AND in Kinds of Kindness.

### Filmmusik
Jerskin Fendrix hatte bereits die Filmmusik für Poor Things komponiert. Es war das erste Mal gewesen, dass Lanthimos einen Komponisten für einen seiner Filme eingesetzt hatte. Bei Kinds of Kindness ließ der Regisseur Fendrix das Drehbuch sowie selbstgemachte Schwarzweißbilder von den Drehorten zukommen. Lanthimos bevorzugte diesmal Klavier- und Chormusik. Fendrix war auch zu Beginn der Dreharbeiten am Filmset anwesend und befragte unter anderem Darsteller Jesse Plemons über die Gefühle seiner Figur.
Für die Postproduktion des Films hatte Fendrix eine Musikbibliothek vorbereitet, die im Schnittprozess zur Anwendung kam. Er passte seine Musik entsprechend an das Filmmaterial an.
Eröffnet wird der Film mit dem 1983 veröffentlichten Lied Sweet Dreams (Are Made of This) der britischen Popband Eurythmics.

## Veröffentlichung und Rezeption
Die Weltpremiere von Kinds of Kindness fand am 17. Mai 2024 im Hauptwettbewerb des 77. Filmfestivals von Cannes statt. Branchendienste fühlten sich nach zwei veröffentlichten Teasern an Quentin Tarantinos Pulp Fiction erinnert.
Peter Bradshaw (The Guardian) vergab vier von fünf möglichen Sternen an den Film, der „elegant und überwältigend stilvoll“ wirke und ein „verstörendes Triptychon“ sei. Der Kritiker war sich jedoch unsicher, ob Kinds of Kindness einen „Überfluss an Substanz“ biete, der mit dem Stil einhergehe. Lanthimos’ Werk fühle sich „schwerer und länger an“ als erwartet, als würde der Film „nach einer sinnvollen Lösung streben, die es vielleicht nicht“ gebe. „Abwesenheit und Verlust“ seien Kernthemen des Films, so Bradshaw.
Auch Peter Debruge (Variety) sah „ein unberechenbares surrealistisches Triptychon“ und verglich das Sehgefühl mit drei Folgen einer nihilistischen Twilight-Zone-Nachahmung. Er kritisierte zwar, dass „ein verwobener Ensemble-Ansatz“ im Stile von Paul Thomas Andersons Magnolia die Kapitel besser miteinander verbunden habe, aber Regisseur Lanthimos schaffe „Unbehagen“ mit seinem Film und vertraue „seinem Publikum genug, um seine Art der Provokation nach Belieben“ durchzusetzen. Im Gegensatz zu seinen vorherigen Arbeiten Dogtooth und The Lobster seien die Themen in Kinds of Kindness „weniger klar definiert“. Das führe im Vergleich „zu einer verschwommeneren Allegorie“. Debruge vermutete, dass Lanthimos mit seinem Film gleichzeitig „amüsieren, alarmieren“ und „erklären“ wolle. Er lobte die Schauspielleistung von Jesse Plemons, der ihn „an einen jungen Philip Seymour Hoffman“ erinnere. Spannung erzeugten der Regisseur und sein langjähriger Editor Yorgos Mavropsaridis „weniger aus Spannung“, als aus „Überraschung“. Ihr Rhythmus unterscheide sich dabei „völlig“ von dem anderer Regisseure.
Fionnuala Halligan vom britischen Branchendienst Screen International empfand eine Art Rückkehr von Lanthimos zu dessen früheren Werken. Die lose miteinander verbundenen Geschichten seien „zutiefst rätselhaft, schwindelerregend verstörend und finster“ und erinnerten sie an David Lynchs Fernsehserie Twin Peaks oder an eine kältere Version von Tarantinos Pulp Fiction. Auch Halligan lobte die Darstellung von Plemons, der mit seinen zwei Hauptrollen und einem kleineren Auftritt eine „Offenbarung“ sei. Sie verwies auf einen verwirrenden inneren Rhythmus und empfand das Werk als „strukturell unvorhersehbar“. „Optisch und technisch gesehen“ sei der Film „ein Vergnügen“.
Der Film erschien am 21. Juni 2024 in den USA im Verleih von Searchlight Pictures in den Kinos. Dort erhielt Kinds of Kindness von der MPAA ein R-Rating, was einer Freigabe ab 17 Jahren entspricht.
Der reguläre Kinostart in Deutschland fand am 4. Juli 2024 im Verleih von Walt Disney Germany statt.

## Auszeichnungen
Für Kinds of Kindness erhielt Giorgos Lanthimos seine dritte Einladung in den Wettbewerb um die Goldene Palme des Filmfestivals von Cannes. Jesse Plemons wurde als bester Darsteller des Festivals geehrt.